# Slovenska hokejska liga 2004/05
Sezona 2004/05 Slovenske hokejske lige je bila 14. sezona slovenskega prvenstva v hokeju na ledu. Naslov slovenskega prvaka so četrtič osvojili hokejisti HK Acroni Jesenice, ki so v finalu s 4:0 v zmagah premagali HDD ZM Olimpija.

## Redni del

### Drugi del

#### Lestvica
Vodilni moštvi sta se uvrstili v finale, tretje in četrto moštvo pa sta se borila za tretje mesto.
OT - odigrane tekme, Z - zmage, N - remiji, P - porazi, DG - doseženi goli, PG - prejeti goli, +/- - gol razlika, T - prvenstvene točke.
| #         | Klub                        | OT        | Z         | N         | P         | DG        | PG        | +/-       | T         |
| Skupina A | Skupina A                   | Skupina A | Skupina A | Skupina A | Skupina A | Skupina A | Skupina A | Skupina A | Skupina A |
| --------- | --------------------------- | --------- | --------- | --------- | --------- | --------- | --------- | --------- | --------- |
| 1         | HK Acroni Jesenice          | 12        | 10        | 2         | 0         | 71        | 21        | +50       | 25 (3)    |
| 2         | HDD ZM Olimpija             | 12        | 5         | 4         | 3         | 32        | 23        | +9        | 15 (1)    |
| 3         | HK Slavija                  | 12        | 3         | 3         | 6         | 35        | 38        | -3        | 11 (2)    |
| 4         | HK HIT Casino Kranjska Gora | 12        | 1         | 1         | 10        | 22        | 78        | -56       | 4 (1)     |
| Skupina B |                             |           |           |           |           |           |           |           |           |
| 5         | HK Triglav Kranj            | 6         | 5         | 0         | 1         | 36        | 13        | +23       | 13 (3)    |
| 6         | HDK Maribor                 | 7         | 4         | 0         | 3         | 36        | 32        | -4        | 10 (2)    |
| 7         | HD HS Olimpija              | 5         | 0         | 0         | 5         | 11        | 37        | -26       | 1 (1)     |

## Končnica

### Finale
Igralo se je na štiri zmage po sistemu 2-2-1-1-1.
| 1. april 2005 | HK Acroni Jesenice | 4:1 | HDD ZM Olimpija | Dvorana Podmežakla, Jesenice |

| Poročilo tekme | Poročilo tekme                             | Poročilo tekme  | Poročilo tekme | Poročilo tekme |
| -------------- | ------------------------------------------ | --------------- | -------------- | -------------- |
| Začetek: 17:30 | Jan 03 Vukčevič 34 Razingar 59 Razingar 60 | (1:0, 1:1, 2:0) | 29 Zajc        | Gledalci: 3500 |

| 3. april 2005 | HK Acroni Jesenice | 3:0 | HDD ZM Olimpija | Dvorana Podmežakla, Jesenice |

| Poročilo tekme | Poročilo tekme                  | Poročilo tekme  | Poročilo tekme | Poročilo tekme |
| -------------- | ------------------------------- | --------------- | -------------- | -------------- |
| Začetek: 15:00 | M. Rodman 03 Jan 12 Razingar 30 | (2:0, 1:0, 0:0) |                | Gledalci: 4000 |

| 5. april 2005 | HDD ZM Olimpija | 2:4 | HK Acroni Jesenice | Hala Tivoli, Ljubljana |

| Poročilo tekme | Poročilo tekme       | Poročilo tekme  | Poročilo tekme                  | Poročilo tekme |
| -------------- | -------------------- | --------------- | ------------------------------- | -------------- |
| Začetek: 17:30 | Šivic 01 Malhotra 32 | (1:0, 1:1, 0:3) | 22 Jan 45 Jan 56 Goličič 60 Jan | Gledalci: 2800 |

| 9. april 2005 | HDD ZM Olimpija | 1:2 | HK Acroni Jesenice | Hala Tivoli, Ljubljana |

| Poročilo tekme | Poročilo tekme | Poročilo tekme  | Poročilo tekme       | Poročilo tekme |
| -------------- | -------------- | --------------- | -------------------- | -------------- |
| Začetek: 17:30 | Zajc 23        | (0:0, 1:1, 0:1) | 31 Goličič 46 Kranjc |                |

### Za tretje mesto
Igralo se je na tri zmage po sistemu 2-2-1.
| 2. april 2005 | HK Slavija | 5:0 | HK HIT Casino Kranjska Gora | Dvorana Zalog, Ljubljana |

| Poročilo tekme | Poročilo tekme                                           | Poročilo tekme  | Poročilo tekme | Poročilo tekme                      |
| -------------- | -------------------------------------------------------- | --------------- | -------------- | ----------------------------------- |
| Začetek: 19:00 | M. Kumar 30 Kontrec 36 M. Kumar 48 Kontrec 52 Šlamiar 60 | (0:0, 2:0, 3:0) |                | Gledalci: 100 Sodnik: Marko Popovič |

| 4. april 2005 | HK Slavija | 8:1 | HK HIT Casino Kranjska Gora | Dvorana Zalog, Ljubljana |

| Poročilo tekme | Poročilo tekme                                                                            | Poročilo tekme  | Poročilo tekme | Poročilo tekme                    |
| -------------- | ----------------------------------------------------------------------------------------- | --------------- | -------------- | --------------------------------- |
| Začetek: 19:00 | M. Kumar 01 Peruzzi 17 Lajevec 17 Lešnjak 25 Žemva 29 Avgustinčič 41 Žemva 58 M. Kumar 60 | (3:1 ,2:0, 3:0) | 11 Rebolj      | Gledalci: 200 Sodnik: Zoran Pahor |

| 6. april 2005 | HK HIT Casino Kranjska Gora | 2:9 | HK Slavija | Dvorana Podmežakla, Jesenice |

| Poročilo tekme | Poročilo tekme         | Poročilo tekme  | Poročilo tekme                                                                                         | Poročilo tekme                    |
| -------------- | ---------------------- | --------------- | --- | --------------------------------- |
| Začetek: 18:00 | Balderman 29 Bremec 38 | (0:3, 2:2, 0:4) | 05 Šlamiar 07 Lešnjak 13 Avgustinčič 30 M. Kumar 40 Peruzzi 50 Šlamiar 51 Šlamiar 51 Kontrec 59 Vedlin | Gledalci: 200 Sodnik: Roman Iskra |

## Končna lestvica prvenstva
1. HK Acroni Jesenice
2. HDD ZM Olimpija
3. HK Slavija
4. HK HIT Casino Kranjska Gora
5. HK Triglav Kranj
6. HDK Maribor
7. HD HS Olimpija

## Najboljši strelci
G - goli, P - podaje, T - točke
| # | Igralec         | Klub                | G  | P  | T  |
| - | --------------- | ------------------- | -- | -- | -- |
| 1 | David Kostelnak | HDK Maribor         | 20 | 42 | 62 |
| 2 | Jan Muršak      | HDK Maribor         | 16 | 29 | 45 |
| 3 | Peter Rožič     | HK Acroni Jesenice  | 11 | 27 | 38 |
| 4 | Luka Žagar      | HK Acroni Jesenice  | 14 | 23 | 37 |
| 5 | Dejan Kontrec   | HK Slavija M Optima | 10 | 23 | 33 |
| 6 | Tomaž Razingar  | HK Acroni Jesenice  | 16 | 15 | 31 |